# 쿼터백

공격 포메이션에서 쿼터백의 위치

쿼터백(quarterback/QB)은 미식축구와 캐나다식 축구의 포지션 중 하나이다. 쿼터백은 공격팀의 일원으로 오펜시브 라인의 정중앙에 있는 센터의 바로 뒤에 위치한다. 쿼터백은 공격팀의 리더로서 허들을 통해 전술을 지시할 책임을 진다. 쿼터백은 가끔 행해지는 "direct snap(센터의 스냅이 쿼터백이 아닌 다른 공격 선수로 향하는 전술)"을 제외하고는 센터로부터 볼을 넘겨 받음으로써 대부분의 플레이를 시작한다. 한번 쿼터백이 스냅을 받으면, 직접 볼을 가지고 달릴 수도 있고, 볼을 다른 선수에게 넘겨줄 수도 있으며, 포워드 패스를 시도할 수도 있다.
대부분의 수준, 특히 대학 수준과 프로 수준에서, 쿼터백은 팀에서 가장 눈에 띄고 중요한 역할을 하게 된다. 쿼터백은 대부분의 공격 플레이에서 볼을 소유하게 되며 전술을 지시하고 플레이 도중 결정을 내리는 데 상당한 비중의 책임을 가지게 된다. 대부분의 포지션이 전술을 원활히 수행하고 선수들의 피로를 최소화하기 위해 빈번한 선수교체를 하지만, 대부분의 쿼터백은 부상을 당하거나 경기의 결과가 명백하게 갈리지 않는 이상 모든 공격플레이에 교체 없이 참여하게 된다. NFL 드래프트에서 쿼터백은 자주 높은 순위에 선발되고 종종 다른 포지션보다 수입이 높은 계약을 체결한다. 2008년까지 쿼터백은 다른 모든 포지션을 합친 것보다 더 많은 수의 Super Bowl MVP를 차지했다. (42회 중 22회)

## 특별 전술
상대 수비의 포메이션이 공격 전술을 하는 데 적합하지 않다고 여겨지면, 쿼터백은 플레이를 바꾸려고 오더블(audible)을 행할 수 있다. 예를 들어, 쿼터백이 런닝 플레이를 지시받은 후 수비팀이 블리츠(러닝 플레이 및 패싱 플레이를 차단하기 위해 제2 수비진들이 전방으로 달려나오는 전술)를 할 준비를 하는 것을 눈치 챈다면 쿼터백은 전술을 바꾸고 싶을 것이다. 이를 위해, 쿼터백은 "Blue 42"나 "Texas 29" 같은 암호를 외쳐 공격팀의 전술이나 포메이션을 바꾸게 한다.
또한, 쿼터백은 게임 클락을 멈추고자 볼을 땅으로 던지는 "스파이크(spike)"를 할 수 있다. 예를 들어 팀이 경기 종료 2초를 남겨 둔 상황에서 필드골 점수 차(3점 이내)로 뒤지고 있다면 쿼터백은 시간이 흐르는 것을 막기 위해 볼을 스파이크 할 수 있다. 이것은 필드골 유닛들이 필드로 나올 수 있게 하거나, 최후의 "해일매리 패스(Hail Mary Pass - 점수차가 3점 이상 벌어진 상황에서 일발 역전을 노리고 던지는 롱 패스 플레이)를 할 수 있게 해주는 시간을 벌어준다.
반면에, 만약 팀이 이기고 있다면 쿼터백은 스냅을 받은 후 "닐(kneel)"을 함으로써 시간이 그대로 흐를 수 있게 할 수 있다. 이것은 보통 경기 종료까지 시간이 거의 남지 않았고, 상대편이 타임아웃을 다 써버렸을 때 행해지는데, 이를 통해 턴오버나 부상의 위협 없이 남아 있는 시간을 소진할 수 있게 한다

## 역할의 변화

### 전술의 전달

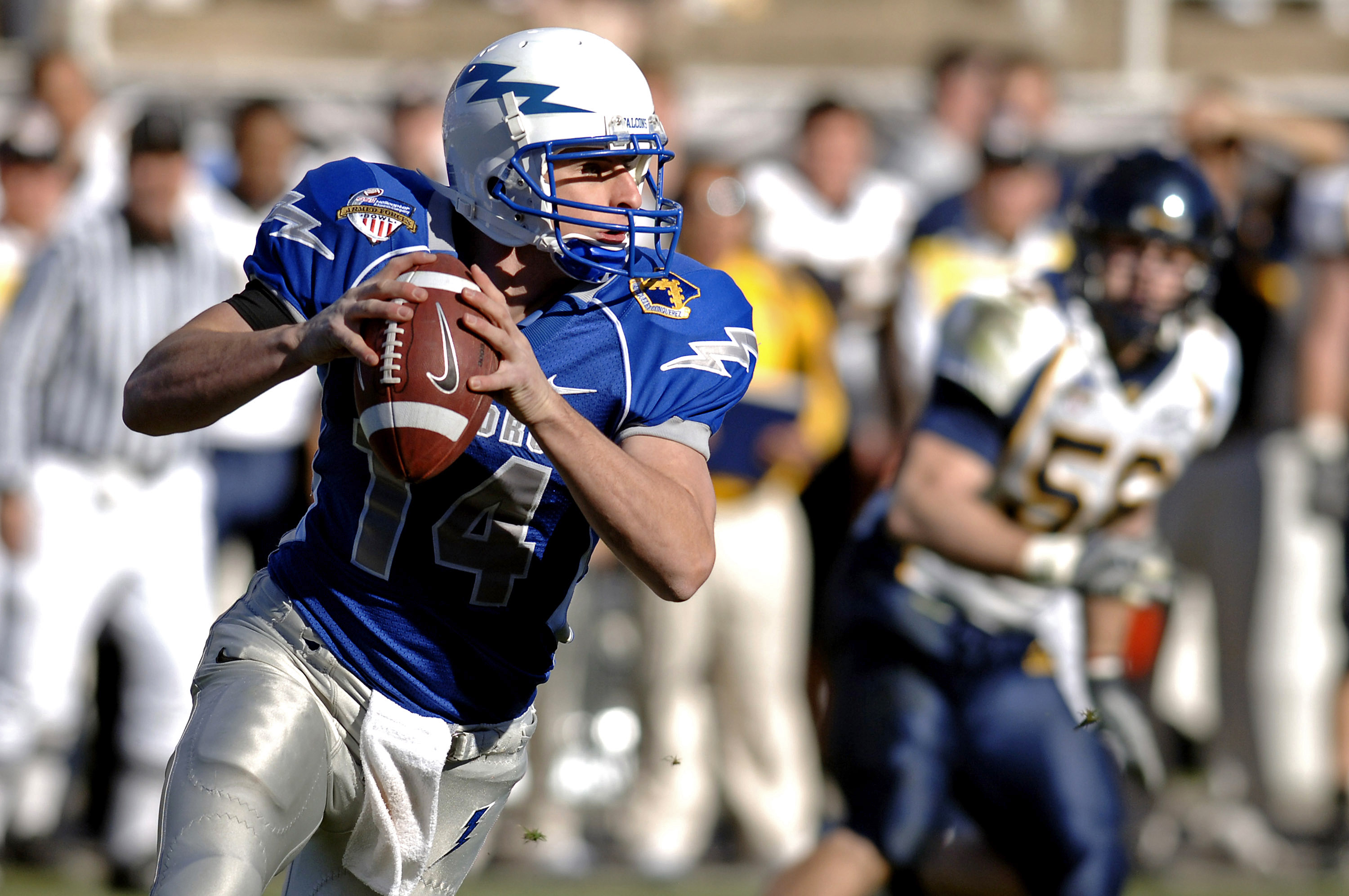
쿼터백 시어 스미스가 2007년 Armed Forces Bowl에서 패스를 하려는 모습.

전통적으로 쿼터백들은 상대 수비 포메이션이나 게임의 진행 상황에 따라 팀의 공격 전술을 지시할 책임을 가져왔다. 덴버 브롱코스의 Peyton Manning은 대부분의 팀 전술을 자신 특유의 "노-허들 오펜스(no-huddle offense, 허들 없이 바로 공격하는 것)"를 통해 행하고 있다. 더 적합한 전술을 고르기 위해 쿼터백들은 때때로 연습 기간 동안 사전에 약속된 전술들을 시연하고 연구하는 데 시간을 보낸다. 플레이는 오펜시브 라인의 센터가 쿼터백에게 볼을 넘겨주는 "스냅(snap)"에서부터 실질적으로 시작된다. 볼을 받은 쿼터백은 리시버에게 던질지, 러닝백에게 넘겨줄지 아니면 자신이 수비를 피해 직접 볼을 가지고 달리는 "스크램블(scramble)"을 행할지 선택할 수 있다.
최근, 게임 플랜을 작성하는 데 있어 오펜시브 코디네이터의 역할이 중대해지고 있다. 오펜시브 코디네이터와 감독은 대체로 헬멧에 내장된 헤드폰을 통해 플레이 전에 무엇을 해야 할지 쿼터백에게 지시한다. 쿼터백은 플레이 클락이 15초 남기 전까지 지시를 들을 수는 있지만, 말할 수는 없다. 쿼터백은 팀 동료에게 지시를 전달하고 지시받은 전술을 실행한다. 선수들이 포메이션에 모두 자리해 있으면 쿼터백은 암호와 숫자의 조합으로 된 오더블을 외침으로서 전술을 시작한다.

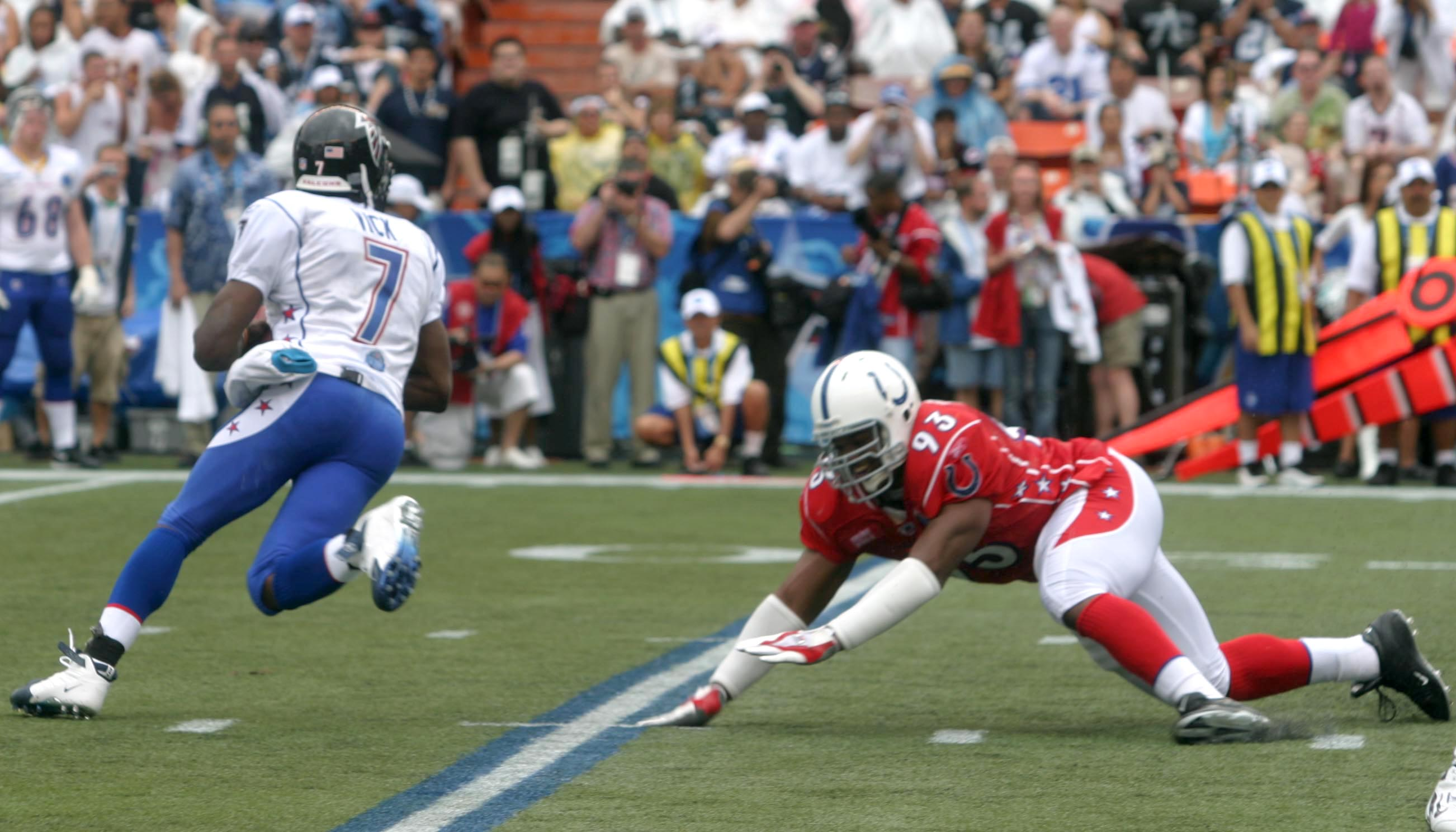
2006년 Pro bowl에서 AFC팀의 Michael Vick이 기동성을 활용해 Dwight Freeney를 피하고 있다

### 이중으로 위협이 되는 쿼터백
강력한 수비전술인 몇몇 블리츠와 더 민첩하고 빠른 수비수들이 각광을 받음에 따라 쿼터백의 기동성이 재조명받고 있다. 여전히 쿼터백의 가치에서 강한 어깨와 정확도, 그리고 포켓 내에서 보호를 받는 능력이 가장 중요하지만, 수비수들을 피하거나 지나쳐가는 능력은 팀의 패싱과 런닝 게임을 펼치는 데 있어 엄청난 유연성을 가지게 해주는 추가적인 위협이 된다. 전통적으로 쿼터백의 뛰어난 민첩성은 볼을 넘겨주거나, 자기 자신이 직접 달리거나, 자신보다 3야드나 1야드 뒤의 위치에서 달려나오는 러닝백에게 볼을 던져주는 등의 제한적인 전술에서 쓰이는 선택적인 사항이었다. 쿼터백은 어떤 매치업이 수비진의 약점을 이용해 가장 공격하기 좋을 것인지 살펴보고 이러한 "선택사항"을 활용하게 된다.
대학 미식축구에서는 많은 팀이 쿼터백이 볼을 가지고 달리는 데 특화된 여러 전술을 채택하고 있다. 프로에 있어서는 쿼터백 스닉(quaterback sneak: 쿼터백이 볼을 잡자마자 바로 센터의 뒤에서 1~2야드의 짧은 거리를 전진하는 전술)을 제외하고 이러한 전술을 보기 드물지만 강한 패스러시를 피하고자 쿼터백의 기동성은 강조되고 있다.

## 등번호
대학과 고등학교 쿼터백은 모든 번호를 사용할 수 있지만, 대개 1~19번을 사용한다. NFL에서의 쿼터백은 1~19번만 사용할 수 있도록 제한하고 있다.

## 같이 보기
- 플레이메이커
- 풀백 (미식축구)